# فرودگاه خان‌بومات
فرودگاه خان‌بومات (انگلیسی: Khanbumbat Airport) یک فرودگاه در شهر خانبوگد در استان اومنوغوبی کشور مغولستان است. این فرودگاه پس از فرودگاه بین‌المللی چنگیزخان، دومین فرودگاه بین‌المللی چنگیزخان در تردد مسافر در مغولستان است. این فرودگاه سالانه به نزدیک به ۱۰۰۰۰۰ مسافر خدمات رسانی می‌کند.

## نگارخانه

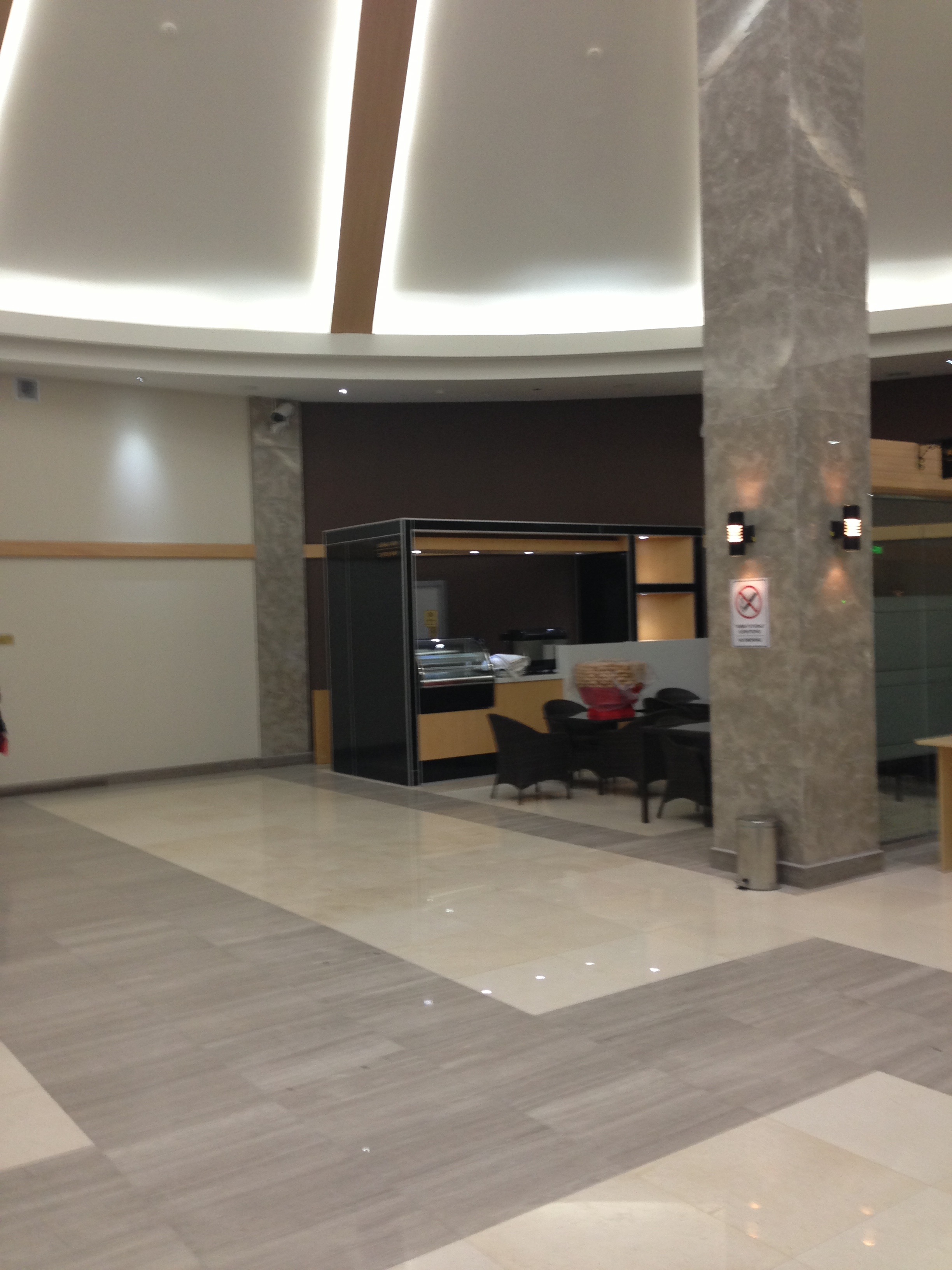
نمایی از فرودگاه
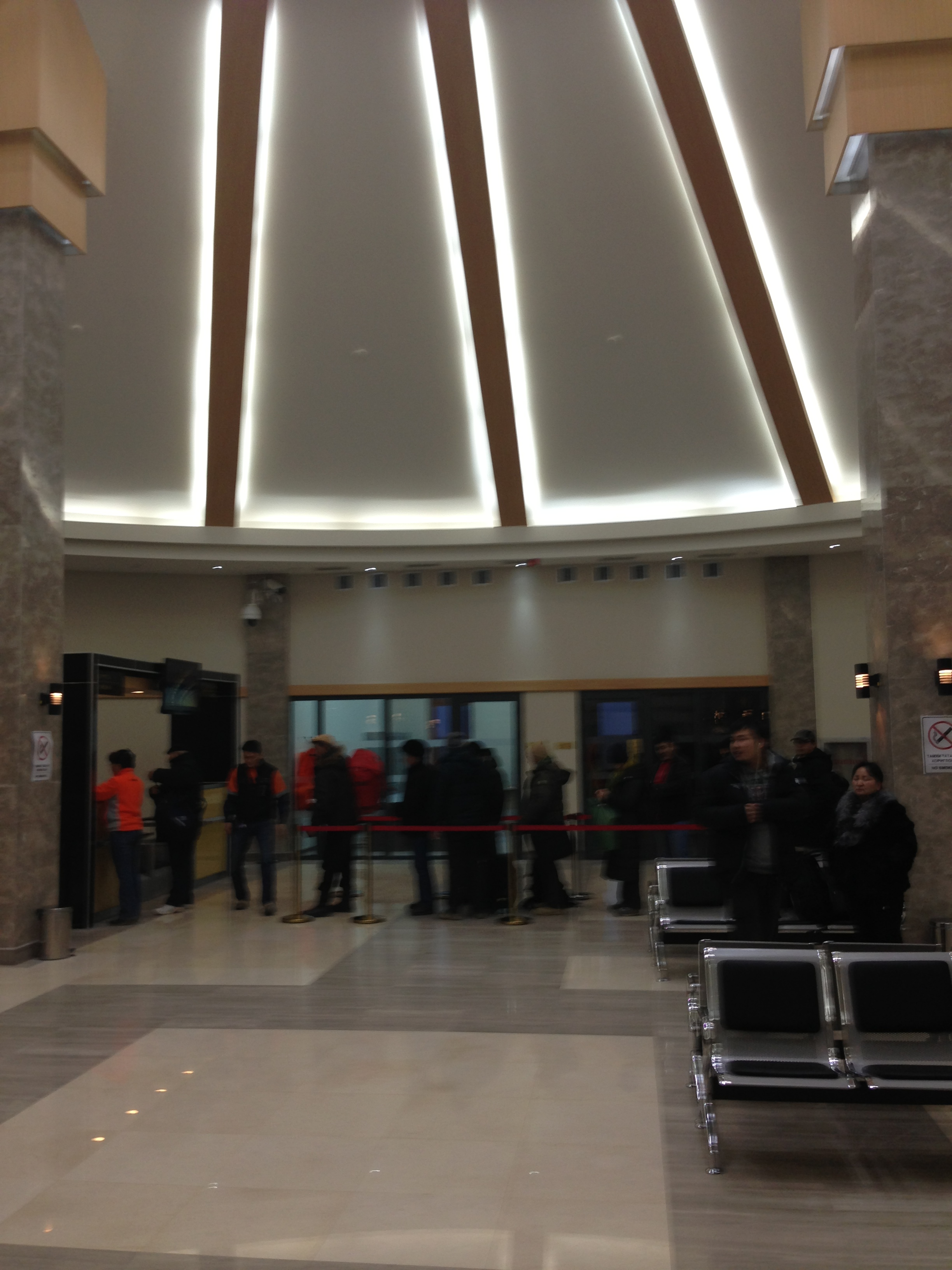
بخش حفاظت فرودگاه
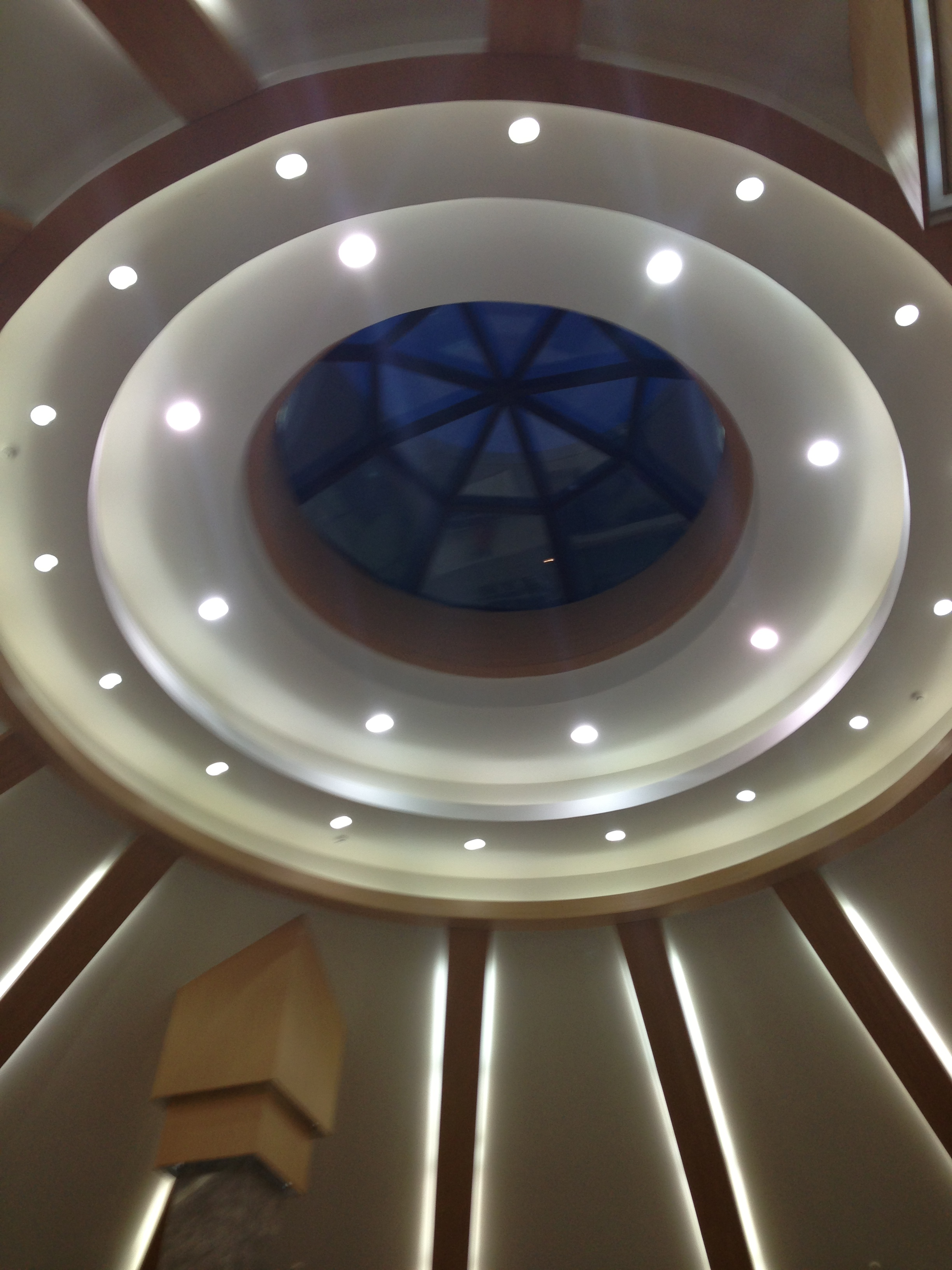
سقف فرودگاه
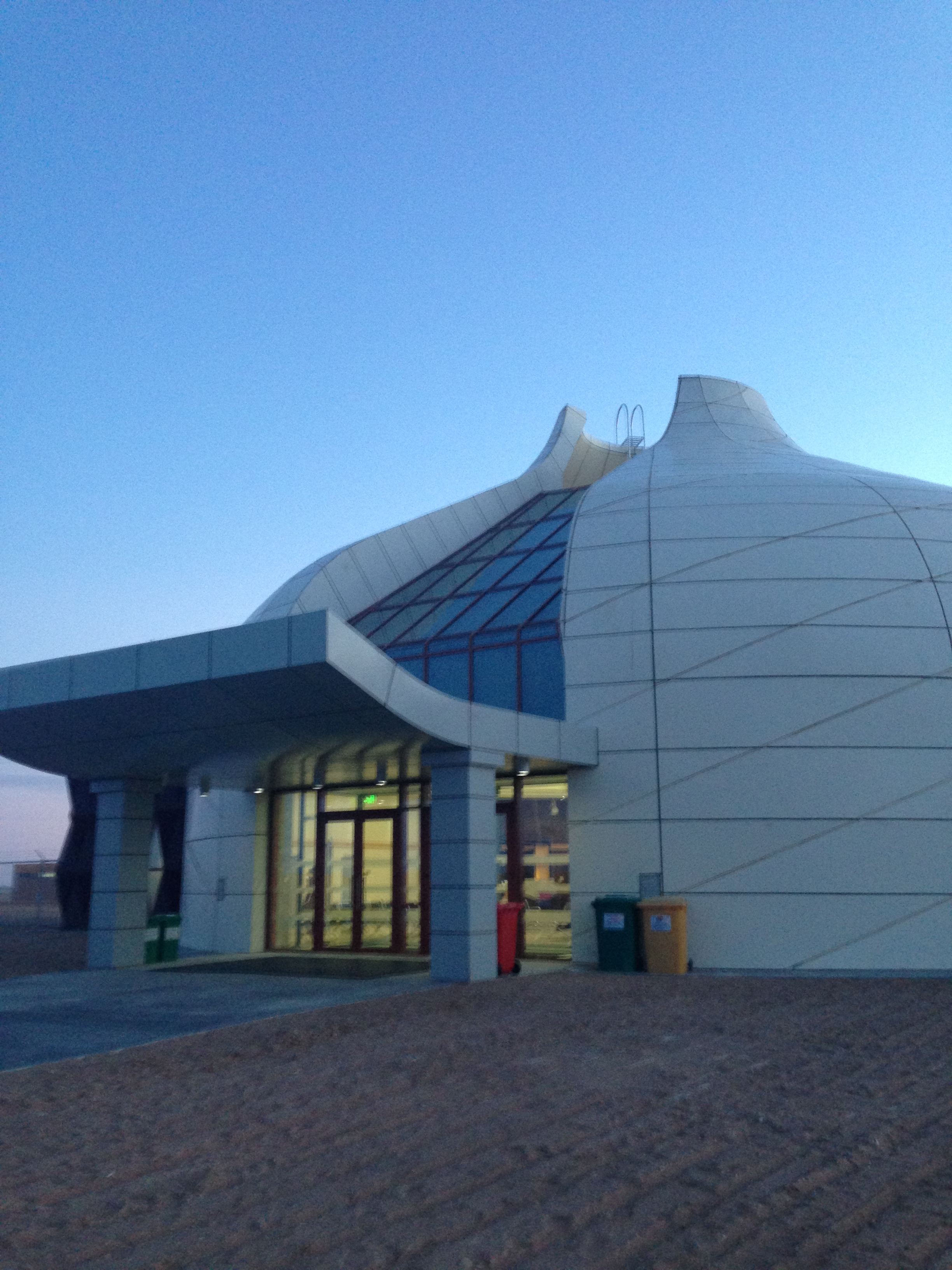
نمایی از فرودگاه
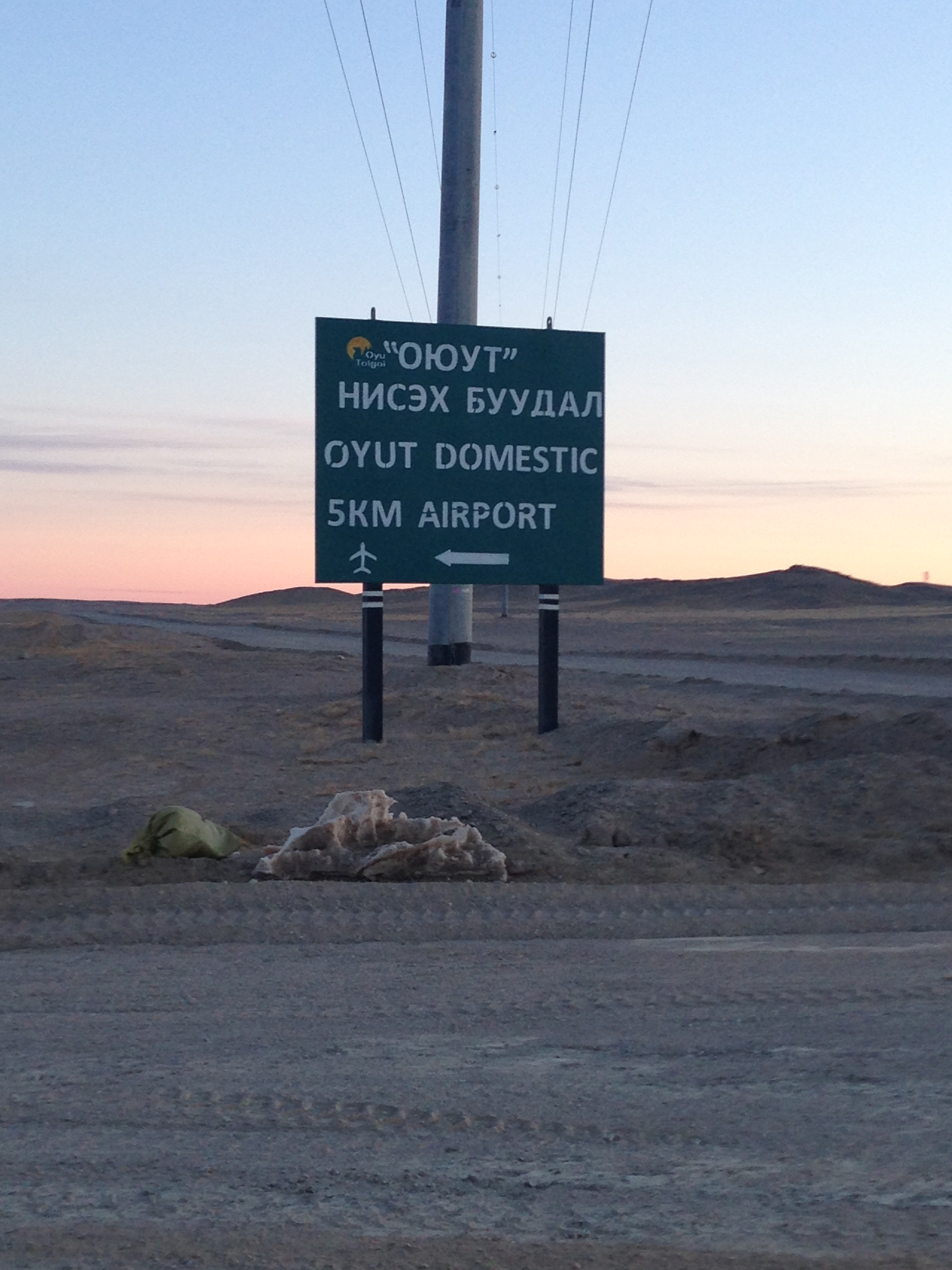
تابلوی فرودگاه
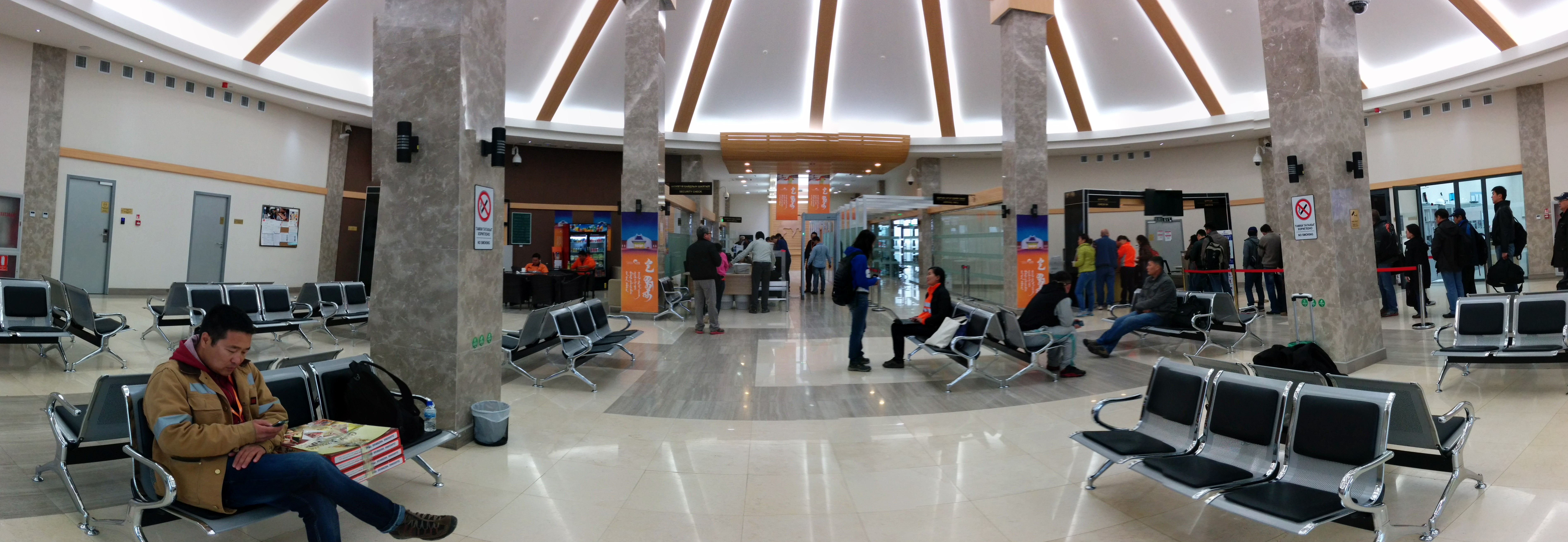
نمایی از فرودگاه